# Canadas Grand Prix 2024
Canadas Grand Prix 2024 (officielt navn: Formula 1 AWS Grand Prix du Canada 2024) var et Formel 1-løb, som blev kørt den 9. juni 2024 på Circuit Gilles Villeneuve i Montreal, Canada. Det var det niende løb i Formel 1-sæsonen 2024.

## Kvalifikation
| Pos.               | Nr. | Kører            | Konstruktør                  | Del 1    | Del 2    | Del 3    | Grid |
| ------------------ | --- | ---------------- | ---------------------------- | -------- | -------- | -------- | ---- |
| 1                  | 63  | George Russell   | Mercedes                     | 1.13,013 | 1.11,742 | 1.12,000 | 1    |
| 2                  | 1   | Max Verstappen   | Red Bull Racing-Honda RBPT   | 1.12,360 | 1.12,549 | 1.12,000 | 21   |
| 3                  | 4   | Lando Norris     | McLaren-Mercedes             | 1.12,959 | 1.12,201 | 1.12,021 | 3    |
| 4                  | 81  | Oscar Piastri    | McLaren-Mercedes             | 1.12,907 | 1.12,462 | 1.12,103 | 4    |
| 5                  | 3   | Daniel Ricciardo | RB-Honda RBPT                | 1.13,240 | 1.12,572 | 1.12,178 | 5    |
| 6                  | 14  | Fernando Alonso  | Aston Martin Aramco-Mercedes | 1.13,117 | 1.12,635 | 1.12,228 | 6    |
| 7                  | 44  | Lewis Hamilton   | Mercedes                     | 1.12,851 | 1.11,979 | 1.12,280 | 7    |
| 8                  | 22  | Yuki Tsunoda     | RB-Honda RBPT                | 1.12,748 | 1.12,303 | 1.12,414 | 8    |
| 9                  | 18  | Lance Stroll     | Aston Martin Aramco-Mercedes | 1.13,088 | 1.12,659 | 1.12,701 | 9    |
| 10                 | 23  | Alexander Albon  | Williams-Mercedes            | 1.12,896 | 1.12,485 | 1.12,976 | 10   |
| 11                 | 16  | Charles Leclerc  | Ferrari                      | 1.13,107 | 1.12,691 | N/A      | 11   |
| 12                 | 55  | Carlos Sainz Jr. | Ferrari                      | 1.13,038 | 1.12,728 | N/A      | 12   |
| 13                 | 2   | Logan Sargeant   | Williams-Mercedes            | 1.13,063 | 1.12,736 | N/A      | 13   |
| 14                 | 20  | Kevin Magnussen  | Haas-Ferrari                 | 1.13,217 | 1.12,916 | N/A      | 14   |
| 15                 | 10  | Pierre Gasly     | Alpine-Renault               | 1.13,289 | 1.12,940 | N/A      | 15   |
| 16                 | 11  | Sergio Pérez     | Red Bull Racing-Honda RBPT   | 1.13,326 | N/A      | N/A      | 16   |
| 17                 | 77  | Valtteri Bottas  | Kick Sauber-Ferrari          | 1.13,366 | N/A      | N/A      | PL3  |
| 18                 | 31  | Esteban Ocon     | Alpine-Renault               | 1.13,435 | N/A      | N/A      | 182  |
| 19                 | 27  | Nico Hülkenberg  | Haas-Ferrari                 | 1.13,978 | N/A      | N/A      | 17   |
| 20                 | 24  | Zhou Guanyu      | Kick Sauber-Ferrari          | 1.14,292 | N/A      | N/A      | PL3  |
| 107%-tid: 1.17,425 |     |                  |                              |          |          |          |      |
| Kilde:             |     |                  |                              |          |          |          |      |

Noter:
↑1 - George Russell og Max Verstappen satte identiske tider i 3. del. Russell fik pole position, eftersom han havde sat tiden først.
↑2 - Esteban Ocon blev givet en 3-plads straf for at værd skyld i et sammenstød med Pierre Gasly ved den forrige runde.
↑3 - Begge Kick Sauber kørere måtte starte fra pit lane efter at have lavet ændringer på deres biler under parc fermé.

## Resultat
| Pos.                                                               | Nr. | Kører            | Konstruktør                  | Omgange | Tid/Udgået  | Startpos. | Point |
| ------------------------------------------------------------------ | --- | ---------------- | ---------------------------- | ------- | ----------- | --------- | ----- |
| 1                                                                  | 1   | Max Verstappen   | Red Bull Racing-Honda RBPT   | 70      | 1:45.47,927 | 2         | 25    |
| 2                                                                  | 4   | Lando Norris     | McLaren-Mercedes             | 70      | +3,869      | 3         | 18    |
| 3                                                                  | 63  | George Russell   | Mercedes                     | 70      | +4,317      | 1         | 15    |
| 4                                                                  | 44  | Lewis Hamilton   | Mercedes                     | 70      | +4,915      | 7         | 131   |
| 5                                                                  | 81  | Oscar Piastri    | McLaren-Mercedes             | 70      | +10,199     | 4         | 10    |
| 6                                                                  | 14  | Fernando Alonso  | Aston Martin Aramco-Mercedes | 70      | +17,510     | 6         | 8     |
| 7                                                                  | 18  | Lance Stroll     | Aston Martin Aramco-Mercedes | 70      | +23,625     | 9         | 6     |
| 8                                                                  | 3   | Daniel Ricciardo | RB-Honda RBPT                | 70      | +28,672     | 5         | 4     |
| 9                                                                  | 10  | Pierre Gasly     | Alpine-Renault               | 70      | +30,021     | 15        | 2     |
| 10                                                                 | 31  | Esteban Ocon     | Alpine-Renault               | 70      | +30,313     | 18        | 1     |
| 11                                                                 | 27  | Nico Hülkenberg  | Haas-Ferrari                 | 70      | +30,824     | 17        |       |
| 12                                                                 | 20  | Kevin Magnussen  | Haas-Ferrari                 | 70      | +31,253     | 14        |       |
| 13                                                                 | 77  | Valtteri Bottas  | Kick Sauber-Ferrari          | 70      | +40,487     | PL        |       |
| 14                                                                 | 22  | Yuki Tsunoda     | RB-Honda RBPT                | 70      | +52,694     | 8         |       |
| 15                                                                 | 24  | Zhou Guanyu      | Kick Sauber-Ferrari          | 69      | +1 omgang   | PL        |       |
| Ret                                                                | 55  | Carlos Sainz Jr. | Ferrari                      | 52      | Sammenstød  | 12        |       |
| Ret                                                                | 23  | Alexander Albon  | Williams-Mercedes            | 52      | Sammenstød  | 10        |       |
| Ret                                                                | 11  | Sergio Pérez     | Red Bull Racing-Honda RBPT   | 51      | Uheld       | 16        |       |
| Ret                                                                | 16  | Charles Leclerc  | Ferrari                      | 40      | Motor       | 11        |       |
| Ret                                                                | 2   | Logan Sargeant   | Williams-Mercedes            | 23      | Uheld       | 13        |       |
| Hurtigste omgang: Lewis Hamilton (Mercedes) - 1.14,856 (omgang 70) |     |                  |                              |         |             |           |       |
| Kilde:                                                             |     |                  |                              |         |             |           |       |

Noter:
↑1 - Inkluderer point for hurtigste omgang.

## Stilling i mesterskaberne efter løbet
| Pos. | Kører            | Point |
| ---- | ---------------- | ----- |
| 1    | Max Verstappen   | 194   |
| 2    | Charles Leclerc  | 138   |
| 3    | Lando Norris     | 131   |
| 4    | Carlos Sainz Jr. | 108   |
| 5    | Sergio Pérez     | 107   |

| Pos. | Konstruktør           | Point |
| ---- | --------------------- | ----- |
| 1    | Red Bull-Honda RBPT   | 301   |
| 2    | Ferrari               | 252   |
| 3    | McLaren-Mercedes      | 212   |
| 4    | Mercedes              | 124   |
| 5    | Aston Martin-Mercedes | 58    |